# Andree Guittcis
Andree Guittcis (Recife, 21 de fevereiro de 1961) é um designer de joias brasileiro. 
Foi premiado com o Diamond International Awards em 1994 e 2000. Em 1998, conquistou Honra ao Mérito no concurso Jewelry Design Competition realizado em Tóquio, Japão, com uma joia de múltiplo uso, em fibra ótica, ouro branco e diamantes intitulada "Loving Energy", e em 2011 uma medalha de Vermeil (condecoração que fica entre o ouro e a prata). da Arts Sciences et Lettres de Paris, França. e eleito um dos top talentos do mundo por votação virtual em 2009.

## Biografia
Primo da escritora Clarice Lispector, Iniciou seus estudos em artes na Escola de Belas Artes em Recife, um curso especial quando tinha apenas 11 anos. Seus trabalhos ilustraram todo um caderno do jornal Diario de Pernambuco pela jornalista Lea Pabst Craveiro. Andree Guittcis estudou no Grupo Escolar João Barbalho, no Colégio Israelita Moyses Chvarts e no Colégio Santa Maria. Em 1978 saiu do Brasil pela primeira vez para estudar por um ano em Israel como parte de um grupo pioneiro em um semi internato no colégio Mosenzon Boarding School na cidade de Magdiel, Israel. De volta a Recife, ingressou no Colégio Santa Maria onde obteve terceiro lugar em concurso de redação. Somente retomou suas pesquisas na Noruega em 1991 e a estudar artes na Parsons The New School for Design em Nova Iorque, neste mesmo ano.
Em 1987 inaugurou o espaço de arte da Artefacto, e como reconhecimento ao seu trabalho foi convidado pela TV Globo para participar da novela Mandala junto a Vera Fischer, na cena na qual ela casaria usando joias do designer. Em 20 de maio de 1996, Andree Guittcis foi reconhecido pela importância da sua carreira pela Assembleia Legislativa do Estado de Pernambuco.
Em 2007, a convite do Mosteiro de São Bento, criou uma joia representando o Brasil para ser entregue ao Papa Bento XVI em sua visita a São Paulo. A empresa Redecard através da editora Martin Luz destaca o trabalho do designer Andree Guittcis em sua publicação anual "Artesanato na Moda". Em 2011 recebe medalha de Vermeil pela Arts Sciences Letters em Paris. Recebe as insígnias de Embaixador pelas artes pela Divine Academie em 2012.